# Jauru
Jauru – miasto i gmina w Brazylii, w stanie Mato Grosso.